# Ratusz w Grybowie
Ratusz w Grybowie – siedziba Urzędu Miasta znajdująca się w mieście Grybów, w powiecie nowosądeckim, w województwie małopolskim.
Jest to niewielki prostokątny budynek usytuowany w północnej pierzei wydłużonego, pochyłego grybowskiego rynku, przy ruchliwej drodze przelotowej Gorlice – Nowy Sącz. Ratusz jest wbudowany między zabytkowe kamienice. Jednopiętrowy neogotycki budynek z czerwonej cegły jest siedzibą władz miejskich i Urzędu Stanu Cywilnego. Ratusz zbudowany w 1902 (data uwidoczniona na chorągiewce) jest pokryty blaszanym, dwuspadowym dachem. Charakterystyczne są wielkie, neogotyckie okna dominujące na fasadzie. Na osi wyróżnia się niewielki ryzalit z dużym oknem na piętrze i balkonem (wspartym na konsolach) z ażurową, metalową balustradą. Ryzalit wieńczy trójkątny szczyt z wieżyczką o kwadratowej podstawie zakończony blaszaną chorągiewką. W zwieńczeniu okna fasady głównej znajduje się herb Grybowa.